# Sogndal
Sogndal é uma comuna da Noruega, com 745 km² de área e 6 700 habitantes (censo de 2004).         